# Ignaz Rohrbach

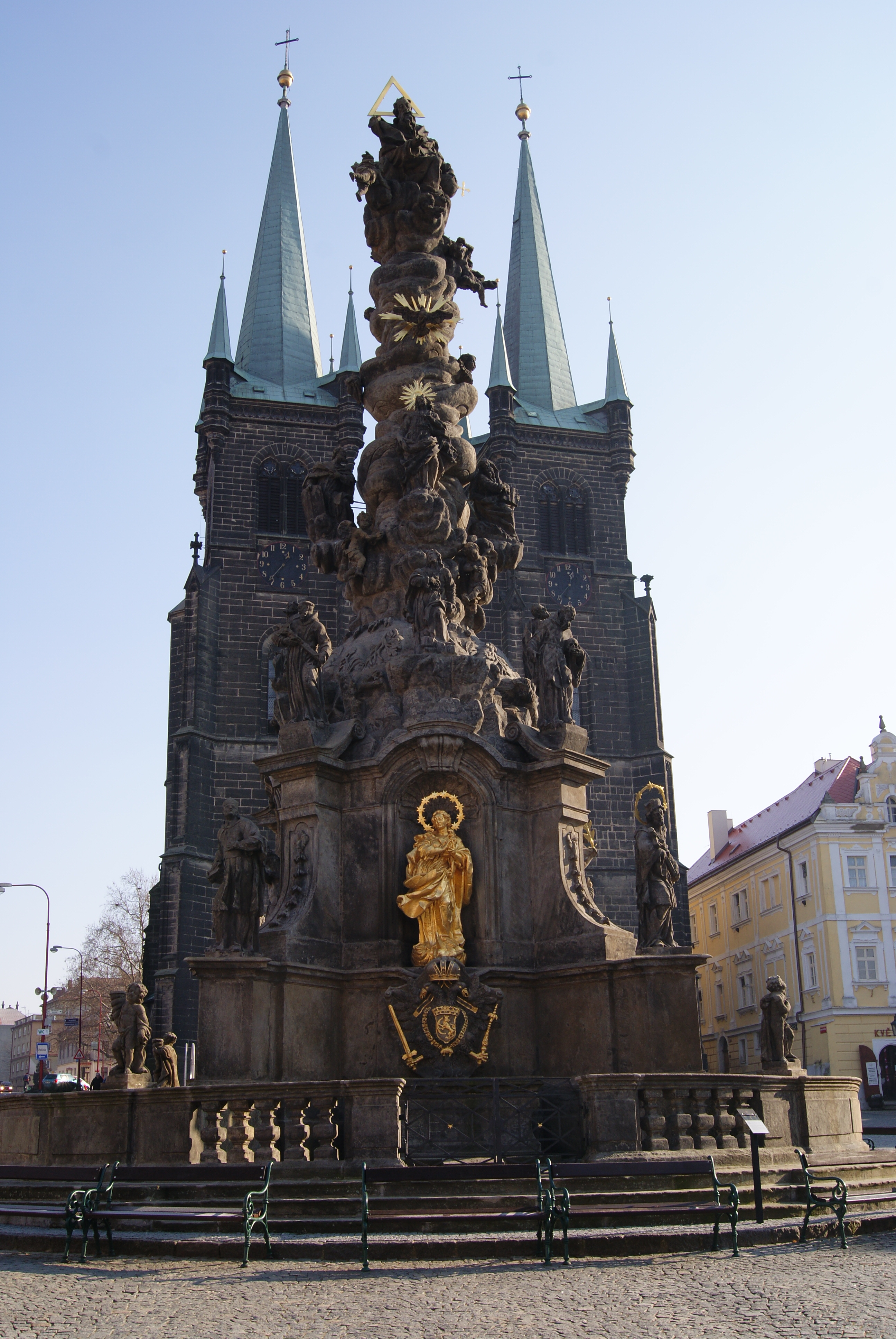
Pestsäule am Hauptplatz von Chrudim

Ignaz Rohrbach (tschechisch Ignác Rohrbach; * 1691 in Kaiserswalde, Grafschaft Glatz; † 25. Oktober 1747 in Chrudim, Königgrätzer Kreis) war ein in Ostböhmen wirkender deutscher Bildhauer.

## Leben
Ignaz Rohrbach gilt als der Hauptvertreter des ostböhmischen Frühbarocks. Nach der Bildhauerlehre bei Franz Pacák, einem Schüler des Bildhauers Matthias Bernhard Braun, war Rohrbach ab 1724 Mitarbeiter in der Werkstatt des Bildhauers Johann Paul Czechpauer (Jan Pavel Čechpauer) im ostböhmischen Chrudim. Nach Czechpauers Tod um 1726 vollendete er mehrere seiner begonnenen Werke. Er führte dessen Werkstatt weiter und heiratete die hinterlassene Witwe.

## Werke
Ignaz Rohrbach schuf zahlreiche Werke für Kirchen und Schlösser in Ostböhmen. Einige befinden sich in Museen.
- Wallfahrtskirche Zelená Hora: Hauptaltar 1725–1727 (von J. Czechpauer begonnen)
- Lázně Bohdaneč, St.-Maria-Magdalena-Kirche: Bildhauerische Innenausstattung
- Kolín, St.-Bartholomäus-Kirche: Barockaltäre
- Chrudim: Pestsäule am Hauptplatz (von J. Czechpauer begonnen)
- Pohled, St.-Andreas-Kirche: Zwei geschnitzte Christusfiguren
- Pardubice, St.-Bartholomäus-Kathedrale: Kalvarienberg für die Seitenkapelle (1735)
- Havlíčkův Brod, Regionalmuseum: Kalvarienskulptur, geschaffen um 1735 für die Kapelle des Schlosses Úhrov
- Pardubice, Výchočeské Muzeum: Skulpturen aus Lindenholz der Hll. Johannes von Nepomuk und Florian, aus der Zeit von 1735 bis 1740.
- Dašice, Schnitzarbeiten für die Kirche Mariä Geburt[3]